# Whitstable
Whitstable es una villa costera del distrito de Canterbury, en el condado de Kent (Inglaterra).

## Geografía
Según la Oficina Nacional de Estadística británica, Whitstable tiene una superficie de 8,73 km².

## Demografía
Según el censo de 2001, Whitstable tenía 30 195 habitantes (46,98% varones, 53,02% mujeres) y una densidad de población de 3458,76 hab/km². El 18,69% eran menores de 16 años, el 69,34% tenían entre 16 y 74 y el 11,97% eran mayores de 74. La media de edad era de 43,06 años.
El 92,78% eran originarios de Inglaterra y el 2,8% de otras naciones constitutivas del Reino Unido, mientras que el 1,73% eran del resto de países europeos y el 2,7% de cualquier otro lugar. Según su grupo étnico, el 98,21% de los habitantes eran blancos, el 0,83% mestizos, el 0,36% asiáticos, el 0,18% negros, el 0,23% chinos y el 0,18% de cualquier otro. El cristianismo era profesado por el 74,78%, el budismo por el 0,27%, el hinduismo por el 0,04%, el judaísmo por el 0,16%, el islam por el 0,31%, el sijismo por el 0,06% y cualquier otra religión por el 0,4%. El 15,81% no eran religiosos y el 8,17% no marcaron ninguna opción en el censo.
Del total de habitantes con 16 o más años, el 23,4% estaban solteros, el 54,77% casados, el 2,23% separados, el 8,92% divorciados y el 10,69% viudos. Había 13 155 hogares con residentes, de los cuales el 30,67% estaban habitados por una sola persona, el 7,96% por padres solteros con o sin hijos dependientes, el 34,97% por parejas casadas y el 7,86% sin casar, con o sin hijos dependientes en ambos casos, el 13,57% por jubilados y el 4,97% por otro tipo de composición. Además, había 401 hogares sin ocupar y 201 eran alojamientos vacacionales o segundas residencias.

## Ciudades hermanas
Las ciudades hermanas de Whitstable son:
- Alemania: Borken
- República Checa: Říčany
- Dinamarca: Albertslund
- Francia: Dainville
- Suecia: Mölndal